# Volle Vazov
Volle Vazov is een donkerblond bier met een alcoholpercentage van 6,3% dat wordt gebrouwen in Brasserie La Frasnoise, te Frasnes-lez-Buissenal in de Belgische provincie Henegouwen.
Het bier wordt gebrouwen met twee soorten mout (Crystal mout en Pils mout), 2 soorten Poperingse hop (Hallertau en Challenger) en een kruidenmengsel met (vlierbloesem en zoethout). Het is een bier van bovengisting met nagisting op fles.
Het bier werd in maart 2011 de eerste maal op de markt gebracht in Vlaanderen op initiatief van de cursisten van de cursus ‘Algemene Bierkennis’ te VAZOV, Oudenaarde.